# Iseyin
Iseyin é uma cidade localizada no estado de Oió, na Nigéria. É cerca de 100 quilômetros ao norte de Ibadan. A cidade tem uma população estimada de 236.000 habitantes.
A indústria principal da área é têxtil à base de algodão.
Também conhecida como o local da "Aso Oke". Tabaco é cultivado lá e como resultado disso, uma das maiores empresas de tabaco de propriedade dos britânicos e americanos tinha um escritório na cidade.